# Latindex

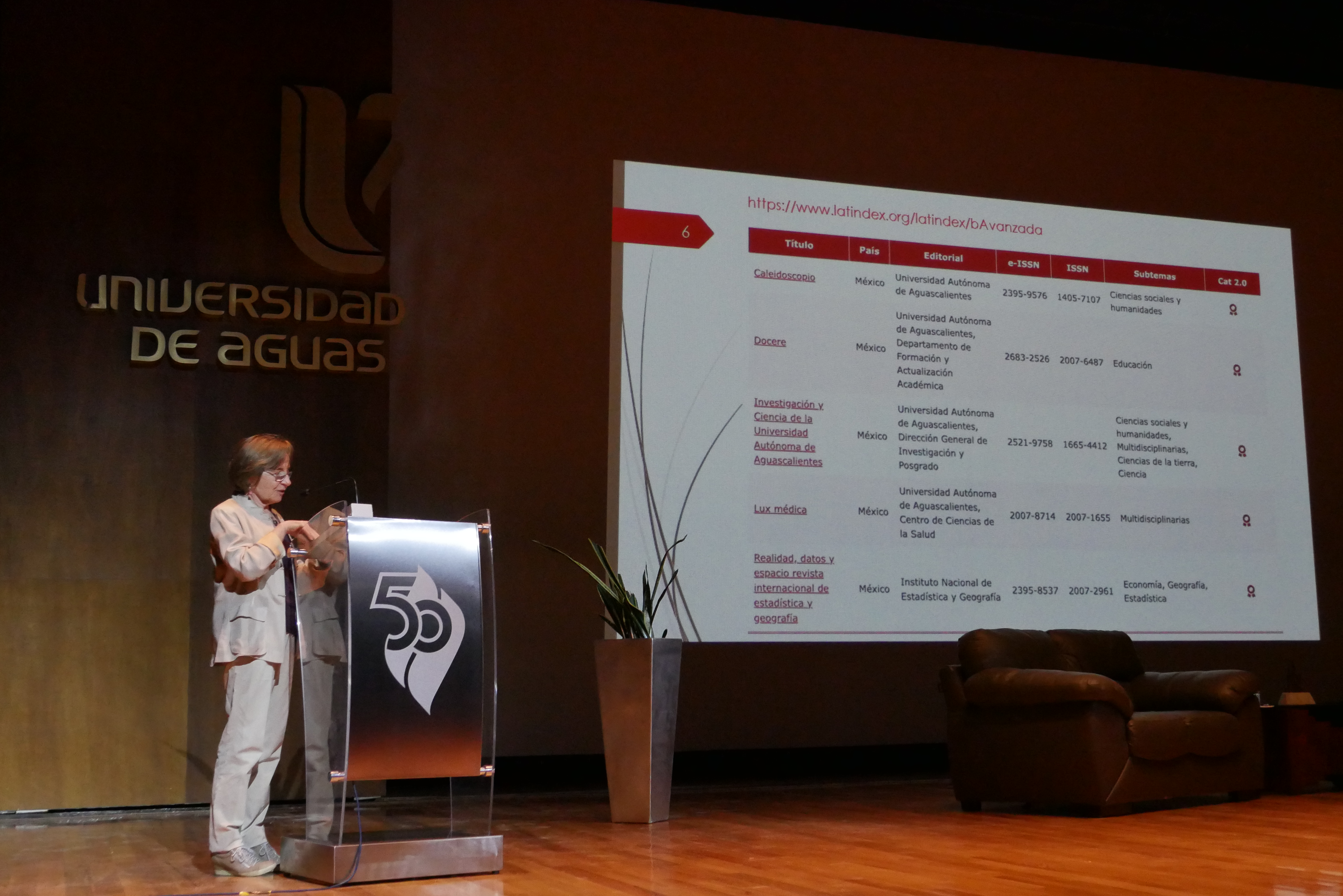
Latindex-Gründungspräsidentin Ana María Cetto spricht über Latindex an der Universidad Autónoma de Aguascalientes, 2023.

Latindex (Sistema Regional de Información en línea para Revistas Científicas de América Latina, el Caribe, España y Portugal) ist ein kostenloses bibliographisches Informationssystem für wissenschaftliche Zeitschriften aus Lateinamerika, der Karibik, Spanien und Portugal. Es wurde 1997 als Netzwerk von 17 nationalen Ressourcenzentren gegründet, die koordiniert Informationen über Iberoamerikanische Zeitschriften sammeln und verbreiten.
Die Ziele von Latindex sind die Verbreitung, Förderung und Entwicklung sowohl im wissenschaftlichen als auch im redaktionellen Bereich sowie die bestmögliche Erfüllung der Informationsbedürfnisse. Es wurde auf Empfehlungen des Primer Taller sobre Publicaciones Científicas en América Latina („Ersten Workshops über lateinamerikanische wissenschaftliche Publikationen“) von 1994 in Guadalajara (Mexiko) gegründet und von der Nationalen Autonomen Universität von Mexiko übernommen. 1997 wurde das Erste Technische Treffen in Mexiko-Stadt abgehalten, mit dem Engagement von vier Ländern (Brasilien, Kuba, Venezuela und Mexiko). Mit der Einbeziehung von Spanien und Portugal im Jahr 1998 entwickelte sich Latindex zu einem iberoamerikanischen System. Im März 2024 umfasste Latindex 27502 Zeitschriften.
Latindex verwendet ähnliche Kriterien zur Zeitschriftenindexierung wie Redalyc, SciELO, DOAJ, Scopus und Web of Science. Die Zeitschriftendatenband „könnte zukünftig das Potential entwickeln, konterhegemoniale Kommunikationsräume in der internationalen Arena aufzubauen“.